# Strada provinciale 14 Sessa Aurunca-Mignano Monte Lungo
La strada provinciale 14 Sessa Aurunca-Mignano Monte Lungo è una strada provinciale italiana, che collega il comune di Mignano Monte Lungo a quello di Sessa Aurunca, passando per i comuni di Conca della Campania e Roccamonfina.

## Caratteristiche
La strada inizia a Mignano Monte Lungo, in confluenza con la strada statale 6 Via Casilina. Dopo aver percorso un lungo tragitto, si arriva al comune di Conca della Campania. Dopo aver percorso altri 7 km vi si giunge a Roccamonfina, dove, appena usciti dal paese, si entra nel territorio di Fontanafredda, frazione di Roccamonfina. Una volta percorsi altri 9,2 km si arriva a Sessa Aurunca. La strada termina in confluenza con la strada statale 7 Via Appia.

## Percorso
| Numero posizione | Territorio                                                            | Km |
| ---------------- | --------------------------------------------------------------------- | -- |
| 1°               | Mignano Monte Lungo (confluenza con la Strada statale 6 Via Casilina) | -  |
| 2°               | Conca della Campania                                                  | 11 |
| 3°               | Roccamonfina                                                          | 25 |
| 4°               | Fontanafredda (Roccamonfina)                                          | 30 |
| 5°               | Sessa Aurunca                                                         | 49 |
| 6°               | Confluenza con la Strada statale 7 Via Appia                          | 51 |